# Луїс Фернандо Суарес
Луїс Фернандо Суарес (ісп. Luis Fernando Suárez, нар. 23 грудня 1959, Медельїн) — колумбійський футболіст, що грав на позиції захисника. По завершенні ігрової кар'єри — футбольний тренер. Очолював тренерські штаби національної збірної Гондурасу та Коста-Рики. 
Значну частину ігрової кар'єри провів у складі клубу «Атлетіко Насьйональ», з яким став володарем Кубка Лібертадорес та чемпіоном країни.

## Ігрова кар'єра
У дорослому футболі дебютував 1981 року виступами за команду клубу «Атлетіко Насьйональ», яка в тому сезоні вяткувала перемогу в національному чемпіонаті. Всього Суарес до 1985 року взяв участь у 151 матчі чемпіонату. Більшість часу, проведеного у складі «Атлетіко Насьйональ», був основним гравцем захисту команди.
Протягом 1986 року недовго захищав кольори клубу «Депортіво Перейра», але 1987 року повернувся в «Атлетіко Насьйональ», за який відіграв ще три сезони. Завершив професійну кар'єру футболіста виступами 1989 року відразу після перемоги команди у Кубку Лібертадорес.

## Кар'єра тренера
Розпочав тренерську кар'єру невдовзі по завершенні кар'єри гравця, 1991 року, увійшовши до тренерського штабу рідного клубу «Атлетіко Насьйональ».
В подальшому входив до тренерських штабів в клубі «Депортіво Перейра» та збірних Еквадору і Колумбії.
1999 року очолив «Атлетіко Насьйональ». У дебютному сезоні йому вдалося стати чемпіоном Колумбії, проте вже наступного року його звільнили.
2001 року Суарес керував двома колективами — «Депортіво Калі» та «Депортес Толіма», проте в жодному з них не затримався надовго. 
2003 року очолив еквадорський «Аукас», а через рік національну збірну Еквадору, змінивши на цій посаді Ернана Гомеса. З ним команда вдруге в своїй історії пробилася на чемпіонат світу. На мундіалі в Німеччина Еквадор вийшов з групи, але програв у 1/8 фіналу Англії. Наступного року на Кубку Америки еквадорці виступили погано, програвши всі три матчі. Але Луїс Суарес не покинув команду, пообіцявши покращити результати. У відбірковому циклі на Чемпіонат світу 2010 року Еквадор програв три стартові матчі з загальним рахунком 1:11. Після цього Суареса звільнили і він повернувся в «Депортіво Перейра». 
2009 року знову недовго працював у рідному «Атлетіко Насьйональ», після чого очолював перуанський «Хуан Ауріч».
З березня 2011 року очолює тренерський штаб збірної Гондурасу, з якою двічі доходив до півфіналу Кубка КОНКАКАФ (2011 і 2013), брав участь у футбольному турнірі на Олімпійських іграх в Лондоні (2012), а також вивів збірну на чемпіонат світу 2014 року в Бразилію.

## Титули і досягнення

### Як гравця
- Володар Кубка Лібертадорес (1):

«Атлетіко Насьйональ»: 1989
- Чемпіон Колумбії (1):

«Атлетіко Насьйональ»: 1981

### Як тренера
- Чемпіон Колумбії (1):

«Атлетіко Насьйональ»: 1999
- Переможець Суперліги Колумбії (1):

«Хуніор де Барранкілья»: 2019